# Пастушок віргінський
Пастушок віргінський (Rallus limicola) — вид журавлеподібних птахів родини пастушкових (Rallidae). Поширений у Північній Америці.

## Поширення
Птах розмножується на болотах від Нової Шотландії та півдня Британської Колумбії до Каліфорнії та Північної Кароліни, а також у Центральній Америці. Північні популяції мігрують до півдня США та Центральної Америки. На тихоокеанському узбережжі деякі є постійними жителями. Живе в прісноводних і солонуватих болотах, іноді взимку в солончаках.

## Підвиди
Виділяють два підвиди:
- R. l. limicola Vieillot, 1819 (південь Канади та США);
- R. l. friedmanni Dickerman, 1966 (південно-центральна та південно-східна Мексика).

Колишній підвид R. l. aequatorialis з Південної Америки сьогодні вважається окремим видом.

## Опис
Птах завдовжки 20–27 см, вагою — 65–95 г. Дорослі особини переважно коричневі, темніші на потилиці та маківці та мають помаранчево-коричневі ноги. У них довгі пальці, короткі хвости і довгий тонкий червонуватий дзьоб. Щоки сірі, зі світлою смугою над оком і білуватим горлом.

## Спосіб життя
Птах шукає їжу, занурюючи дзьоб у мул або мілководдя, визначаючи здобич за зовнішнім виглядом. Харчується в основному комахами і водними тваринами.
Самиця відкладає 5-13 яєць на платформу, побудовану з очерету та інших рослинних матеріалів у сухому місці на болоті. Обоє батьків піклуються про виховання дитинчат, які здатні літати менше ніж через місяць після вилуплення.